# 2022年阿肯色州副州長選舉
2022年阿拉巴馬州副州長選舉於2022年11月8日舉行，選舉阿肯色州副州長。選舉將與其他各種聯邦和州選舉相吻合，包括阿肯色州州長選舉。初選於5月24日舉行，如果候選人未能獲得多數票，則定於6月21日舉行決選。阿肯色州是21個州之一，其副州長與州長分開選舉。
現任共和黨副州長提姆·格里芬被阿肯色州憲法禁止競選第三個任期；相反他競選總檢察長。他在2018年以64.2%的選票當選連任。